# Oftalmòmetre

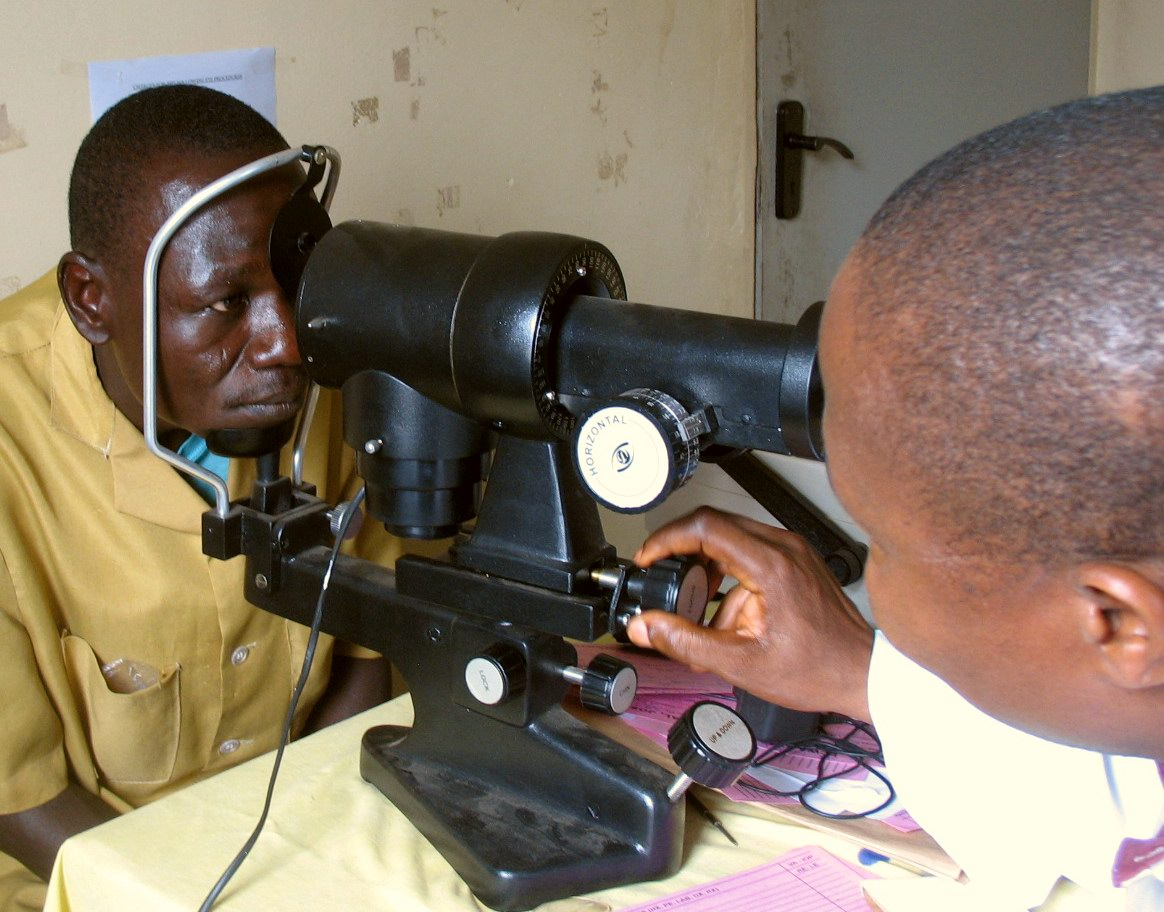
Un oculista examina a un pacient utilitzant un oftalmometro

El oftalmòmetre, o queratòmetre, és un instrument de diagnòstic utilitzat per a mesurar els eventuals errors de refracció de l'ull, mitjançant el mesurament de la curvatura de la superfície exterior de la còrnia. L'instrument és especialment útil per a mesurar la magnitud dels defectes de refracció, tals com l'astigmatisme, però també s'utilitza per a la correcció de defectes de refracció detectats amb els procediments de cirurgia refractiva, o en contactologia.

## Història
L'instrument va ser inventat en 1880 pel fisiòleg alemany Hermann von Helmholtz.
De fet, el model d'un instrument d'aquest tipus ja havia estat desenvolupat en 1796,per Jesse Ramsden i Everard Home.
Encara que, els francesos reivindiquen que el descobriment i el perfeccionament de l'instrument van ser obra de Emile Javal (1839-1907).

## Principi de funcionament i tipus d'instrument
L'instrument utilitza un | relació entre la grandària de l'objecte (O), la grandària de la seva imatge (I), la distància entre la superfície reflectora i el "objecte (d), i el radi de curvatura de la superfície reflectora (R). Si tres d'aquestes variables són conegudes (en el cas de l'instrument són fixes), la quarta variable pot calcular-se fàcilment usant la fórmula:
{\displaystyle R=2d\cdot {\frac {I}{O}}}

### Tipus d'equips
Hi ha dos tipus diferents d'aparells per a determinar R: d'"una posició" i de "dues posicions"
- Els instruments del tipus Javal-Schiotz, que tenen una imatge (I) de grandària predeterminada i normalment són del tipus de "dues posicions"

- Els instruments del tipus Bausch-Lomb, que tenen un objecte (O) de grandària predeterminada i són del tipus d'"una posició".

### Topografia corneal
També hi ha alguns models que són capaços de mesurar la curvatura en cada punt de la superfície corneal, incloent les zones perifèriques, permetent una exploració topogràfica, el resultat de la qual es pot imprimir, una vegada desenvolupat.